# オーベルヴィリエ・ラ・クルヌーヴ地方音楽院
オーベルヴィリエ・ラ・クルヌーヴ地方音楽院／93地域圏立音楽院（仏 Conservatoire à Rayonnement Régional Aubervillier-La Courneuve / Conservatoire régional 93)は、1974年設立、フランス、イル・ド・フランス地域圏、セーヌ・サン・ドニ県における教育機関。フランスにある41校の地域圏立音楽院のひとつ。略称はCRR93。仏語での発音に基づくカナ転写は「セー・エル・エル・キャトルヴァントレーズ」。

## 課程と取得資格
- 子供のための導入クラス
- 第2課程
- 第3課程 （修了証明書／Certificat de Fin d’Etudes Musicales）
- 第3専攻課程 （ディプロマ／Diplôme d’Etudes Musicales）
- 社会人のためのアトリエ

## 学科
舞踏科
バレエ
現代舞踏
ジャズ・ダンス
器楽科
弦器楽 （ヴァイオリン、ヴィオラ、チェロ、コントラバス）
木管楽器 （リコーダー、フルート、オーボエ、クラリネット、サクソフォン、バスーン）
金管楽器 （トランペット、トロンボーン、ホルン、チューバ）
鍵盤楽器 （伴奏法、視奏、ピアノ、オルガン、チェンバロ）
打楽器 （オーケストラ打楽器、アフロ・ブラジリアン・ドラムス、ジャズ・ドラム）
多声楽器 （アコーディオン、ハープ、クラシック・ギター）
声楽科
オペラ
合唱指揮法
古楽科
鍵盤楽器 （チェンバロ、オルガン、通奏低音）
バロック声楽
バロック弦楽器
バロック・リコーダー
バロック室内楽
バロック・オーケストラ
バロック修辞学
ジャズ科
ドラム
ベース、ベース・ギター
ジャズ・ピアノ
サクソフォン
ジャズ・ヴァイオリン
音楽文化学科
音響 ・録音技術
管弦楽法
コンピュータ音楽、音楽情報処理（MAO）
音楽文化論、楽曲分析、音楽書法
アトリエ
ダンス－子供のための導入クラス
合唱－子供のための導入クラス
合唱－成人のためのクラス
合唱指揮
ミュージカル
現代即興音楽
ルネッサンス室内楽
バロック室内楽
室内楽
バロック・オーケストラ
弦楽オーケストラ
吹奏楽